# Suore di Nostra Signora del Perpetuo Soccorso (Seul)
Le Suore di Nostra Signora del Perpetuo Soccorso (in inglese Sisters of Our Lady of Perpetual Help) sono un istituto religioso femminile di diritto pontificio.

## Storia

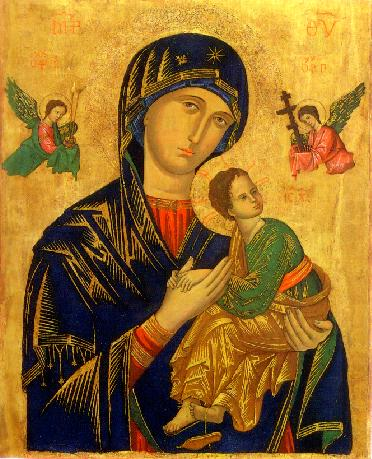
L'icona della Madre del Perpetuo Soccorso, titolare della congregazione

Nel 1932 il prefetto apostolico di Pyongyang, il missionario di Maryknoll John Edward Morris, riunì un gruppo di giovani coreane desiderose di abbracciare la vita religiosa con l'intento di farne una congregazione di suore autoctone che aiutassero l'opera di evangelizzazione dei missionari occidentali.
La congregazione di Propaganda Fide concesse il proprio nihil obstat per l'erezione della congregazione il 19 marzo 1938 e la nuova famiglia religiosa iniziò la propria attività sotto la guida delle domenicane di Maryknoll.
Nel 1941, nel corso della seconda guerra mondiale, i religiosi stranieri furono espulsi dalla Corea: la guida della congregazione fu assunta dall'unica suora di Maryknoll coreana, madre Agnete.
Con la proclamazione della repubblica popolare in Corea del Nord (1948) per le religiose iniziò un nuovo periodo di persecuzione culminato nel 1950, quando la casa madre fu confiscata, le suore disperse e la madre generale imprigionata.
Un gruppo di 17 suore riuscì a fuggire al Sud e si rifugiò a Pusan, dove ripresero la loro attività e aprirono un noviziato.

## Attività e diffusione
Le religiose si dedicano essenzialmente all'apostolato missionario che svolgono in ospedali, dispensari, asili e scuole.
Oltre che in Corea, sono presenti in Germania, Stati Uniti d'America, Cina, Perù, Filippine; la sede generalizia è a Seul.
Alla fine del 2008 la congregazione contava 566 suore 130 case.